# Kasia Struss
Kasia Struss, de son vrai nom Katarzyna Strusińska est une mannequin polonaise née le 23 novembre 1987 à Ciechanów en Pologne.

## Biographie
Kasia Struss est découverte en 2005, après avoir envoyé des photographies d'elle-même à un magazine. Elle attend néanmoins d'avoir terminé d'étudier au lycée avant de commencer sa carrière dans le mannequinat. C'est donc en 2006 qu'elle signe avec une agence, et peut ainsi défiler pour Miu Miu et Louis Vuitton lors de la Fashion Week de Paris. Elle vit désormais à New York.

## Carrière
En 2007, Jil Sander la choisit pour devenir son égérie, avec Irina Kulikova (en). Elle ouvre les défilés de Balenciaga, Dries Van Noten, Jil Sander et Yves Saint Laurent, et clôture ceux de Chloé, Christopher Kane (en) et Giambattista Valli. Elle est interviewée par Fashion TV dans les coulisses du défilé Blumarine (en). Elle apparaît pour la première fois dans Vogue Paris. WWD, W, British Vogue et le site internet style.com la citent tous dans leurs classements des meilleures nouvelles mannequins.
En 2008, Vogue Paris parle d'elle en employant le terme de « Top Model ». Elle ouvre les défilés de Dries Van Noten et Nina Ricci, clos celui de Michael Kors, et tourne des publicités pour Costume National (en) et Gucci.
En 2009, elle devient officiellement la nouvelle égérie Chloé. À la demande du New York Magazine, elle se filme dans les coulisses de la semaine de la mode new-yorkaise. Elle ouvre les défilés de Balenciaga, Dries Van Noten, Just Cavalli et Roland Mouret, et ferme ceux de Bottega Veneta, Miu Miu, Roberto Cavalli. Steven Meisel la photographie pour Mulberry (en).
Lors de la semaine des défilés printemps-été de 2010, elle est la troisième mannequin défilant le plus, après Liu Wen et Constance Jablonski. Elle ouvre les défilés Roberto Cavalli et Viktor & Rolf, et ferme celui de Tommy Hilfiger. La même année, elle pose pour plusieurs publicités, dont H&M, Versace et Alberta Ferretti.
En 2011, elle ouvre et ferme le défilé Reed Krakoff (en) à New York. La marque Yves Saint Laurent la choisit également pour ouvrir le défilé de Paris, et Diesel pour clore le leur. Ses publicités cette année-là incluent Miu Miu, dont elle devient la nouvelle égérie, Juicy Couture, Mango, Max&Co, Kenzo, Versace et Bottega Veneta.
En 2012, elle pose pour plusieurs publicités : Stella McCartney, Hugo Boss, Zara, Alberta Ferretti, Lacoste et Moschino, dont elle ouvre le défilé en septembre.
En 2013, le site models.com la classe 34e dans sa liste des meilleures mannequins, et Vogue Paris la cite dans les mannequins de l'année. Elle prend la pose pour la quatorzième fois de sa carrière pour un éditorial du magazine Vogue américain. Elle est apparue au total dans 23 éditions de Vogue au travers le monde, dont sept couvertures. Les marques Nordstrom, Diesel, Moschino, Hugo Boss et Iro la choisissent pour leurs publicités.
En 2014, elle apparaît dans les campagnes publicitaires MaxMara Studio et Hugo Boss.

## Défilés et couvertures

### Marques pour lesquelles elle a défilé
- Alberta Ferretti[24]
- Alexander McQueen
- Alexander Wang[25]
- Altuzarra[26]
- Armani Privé[5]
- Balenciaga[25]
- Balmain[26]
- Belstaff
- Blumarine (en)[27]
- Bottega Veneta[25]
- Carolina Herrera
- Céline
- Chanel[25]
- Chloé[6]
- Christopher Kane (en)
- Diane von Fürstenberg
- Diesel
- Dior[5]
- DKNY[28]
- Dolce & Gabbana[25]
- Donna Karan[25]
- Dries Van Noten[29]
- Elie Saab[30]
- Emanuel Ungaro
- Emilio Pucci[26]
- Etro[31]
- Fendi
- Giambattista Valli
- Givenchy[25]
- Gucci[32]
- Haider Ackermann[25]
- Hakaan
- Helmut Lang
- Hermès[6]
- Hugo Boss
- Isabel Marant
- Jil Sander[25]
- Lacoste
- Lanvin[33]
- Loewe[34]
- Louis Vuitton[6]
- Marc by Marc Jacobs
- Marc Jacobs
- Marni
- Michael Kors[35]
- Miu Miu
- Moschino[19]
- Oscar de la Renta[25]
- Paco Rabanne
- Prabal Gurung (en)
- Prada[36]
- Rag & Bone (en)
- Reed Krakoff (en)
- Rick Owens
- Roberto Cavalli[25]
- Rodarte
- Salvatore Ferragamo[24]
- Stella McCartney
- Tom Ford
- Tommy Hilfiger[5]
- Tory Burch
- Valentino[6]
- Versace[25]
- Versus
- Victoria Beckham[37]
- Victoria's Secret[38]
- Viktor & Rolf[5]
- YSL[5]

### Ses couvertures de magazines
- W Korea, mars 2009
- Vogue Italia, novembre 2009
- Vogue Korea, février 2010
- Numéro Tokyo, septembre 2010[39]
- Vogue Espagne, avec Caroline Trentini, Iselin Steiro (en), Toni Garrn et Anne Vyalitsyna, novembre 2010[40]
- Fashion (en) Pologne, décembre 2010[41]
- W Korea, mars 2011[42]
- Elle France, avec Daria Strokous (en), Ginta Lapina (en), Iselin Steiro (en) et Natasha Poly, mai 2011[43]
- Vogue Korea, février 2012[44]
- Harper's Bazaar Spain, février 2012[45]
- W Korea, mai 2012[46]
- Vogue Mexico, août 2012[47]
- Fashion (en) Pologne, septembre 2012
- WSJ., novembre 2012[48]
- Allure Korea, novembre 2012[49]
- Vogue Netherlands, avec Dewi Driegen (en), août 2013[50]
- Vogue Thailand, août 2013[51]
- Antidote Magazine, automne/hiver 2013[52]